# Guoutelisjauretje
Guoutelisjauretje är en sjö i Vilhelmina kommun i Lappland och ingår i Vapstälvens huvudavrinningsområde. Sjön har en area på 0,54 kvadratkilometer och ligger 624,1 meter över havet.

## Delavrinningsområde
Guoutelisjauretje ingår i det delavrinningsområde (725324-146894) som SMHI kallar för Utloppet av Guoutelisjauretje. Medelhöjden är 635 meter över havet och ytan är 3,88 kvadratkilometer. Det finns inga avrinningsområden uppströms utan avrinningsområdet är högsta punkten. Vattendraget som avvattnar avrinningsområdet har biflödesordning 2, vilket innebär att vattnet flödar genom totalt 2 vattendrag innan det når havet efter 66 kilometer. Avrinningsområdet består mestadels av skog (42 procent) och sankmarker (44 procent). Avrinningsområdet har 0,54 kvadratkilometer vattenytor vilket ger det en sjöprocent på 13,9 procent.